# Janina Jarzynówna-Sobczak
Janina Jarzynówna-Sobczak (ur. 28 stycznia 1915 w Wiedniu, zm. 14 września 2004 w Gdańsku) – polska tancerka, choreografka, pedagog.

## Życiorys
Jej rodzicami byli Tytus Jarzyna (ur. 1881), prezes Izby Poczt i Telegrafów w Krakowie, i Zofia z domu Teply. Ukończyła Szkołę Plastyki i Rytmiki Wandy Haburzanki w Krakowie oraz Konserwatorium Niny Dolińskiej w Krakowie (1938). Debiutowała jako tancerka solowym recitalem w Teatrze im. Juliusza Słowackiego w Krakowie w 1938. W 1945 zdała egzamin aktorski przed komisją Związku Artystów Scen Polskich. W latach 1938–1939 i 1945–1946 prowadziła w tym mieście własną Szkołę Tańca Artystycznego. W 1946 przeniosła ją do Gdańska. W 1950 została ona przemianowana na Państwowe Liceum Choreograficzne w Letnicy, w 1952 na Państwową Średnią Szkołę Baletową. Jarzynówna-Sobczak pozostawała przez cały czas jej dyrektorem artystycznym. Od 1948 współpracowała jako choreografka z Teatrem Wybrzeże, od 1949 ze Studiem Operowym Filharmonii Bałtyckiej, od 1955 – z Teatrem Lalki i Aktora Miniatura w Gdańsku. W latach 1953–1976 kierowała założonym przez siebie zespołem baletowym Państwowej Opery Bałtyckiej. Od 1954 do 1958 była radną Miejskiej Rady Narodowej w Gdańsku.
Podczas pracy w Państwowej Operze Bałtyckiej przygotowała 45 przedstawień, m.in.: Dafnis i Chloe Maurice'a Ravela (1958), Cudowny mandaryn Béli Bartóka (1960), Romeo i Julia (1964), Piotruś i wilk, Kopciuszek Siergieja Prokofjewa, Mandragora i Harnasie Karola Szymanowskiego, Tytania i osioł Zbigniewa Turskiego (1967), Niobe Juliusza Łuciuka (1967) – dwa ostatnie zostały sfilmowane w 1971. W tym czasie we współpracy z Jerzym Katlewiczem, w latach 1961–1968 kierownikiem artystycznym i I dyrygentem Państwowej Opery i Filharmonii Bałtyckiej w Gdańsku, wybitnym interpretatorem dzieł polskich kompozytorów, utworzyła nowoczesny balet o znaczeniu ogólnopolskim, wprowadzający m.in. na scenę dzieła współczesnych polskich kompozytorów. Współpracowała także z Teatrem Wielki w Warszawie, Teatrem Wielkim w Łodzi, Teatrem Polskim w Bydgoszczy, Operą i Operetką w Bydgoszczy, Teatrem im. Wilama Horzycy oraz Bałtyckim Teatrem Dramatycznym. Tworzyła choreografię do muzyki m.in. Grażyny Bacewicz, Tadeusza Bairda (Cztery eseje, 1961), Henryka Mikołaja Góreckiego, Witolda Lutosławskiego (Mała suita), Wojciecha Kilara, Krzysztofa Pendereckiego i Kazimierza Serockiego oraz do filmów Pamiętnik pani Hanki (1963) i Kazimierz Wielki (1975). Była też konsultantką tańca w Popiołach (1965). Opracowała trzy seriale telewizyjne: Balet (1972–1973), Balet polski (1974–1975) oraz Teatr wizji i ruchu (1974–1975). Jej balety były wystawiane m.in. podczas Warszawskiej Jesieni, Festiwalu Polskich Oper i Baletów w Poznaniu, Łódzkich Spotkań Baletowych, Festival Ostseewoche w Rostocku oraz w Gruzińskiej Socjalistycznej Republice Radzieckiej.

Od 1941 była żoną Brunona Sobczaka (1913–1951), dziennikarza, publicysty, działacza kaszubskiego. Matka Bruno Sobczaka (ur. 1942), artysty malarza, scenografa.

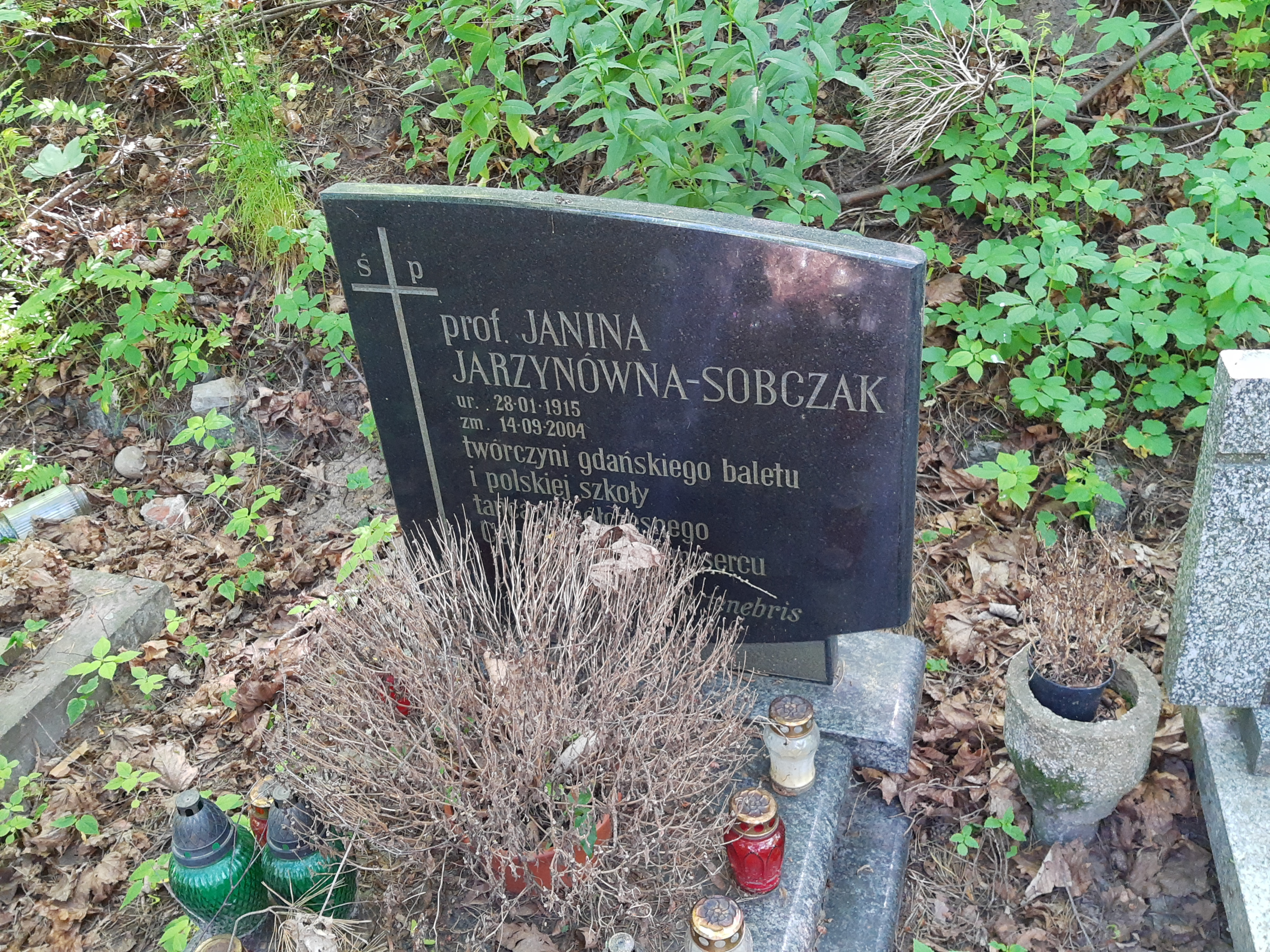
Grób Janiny Jarzynówny-Sobczak na cmentarzu Srebrzysko w Gdańsku

Zmarła w Gdańsku, pochowana na cmentarzu Srebrzysko (rejon IX, taras IV wojskowy-1-38).

## Ordery i odznaczenia
- Krzyż Komandorski z Gwiazdą Orderu Odrodzenia Polski (1995)
- Krzyż Komandorski Orderu Odrodzenia Polski (1985)
- Krzyż Oficerski Orderu Odrodzenia Polski (1959)
- Krzyż Kawalerski Orderu Odrodzenia Polski (14 grudnia 1955)[7]
- Złoty Krzyż Zasługi (dwukrotnie: 1954, 1965)
- Srebrny Krzyż Zasługi (22 lipca 1952)[8]
- Medal Księcia Mściwoja II (1997)[9]
- Medal Diagilewa (2004)[10]
- Odznaka honorowa „Zasłużonym Ziemi Gdańskiej”
- Odznaka „Za Zasługi dla Gdańska”

Źródło:.

## Nagrody i wyróżnienia
- nagroda muzyczna miasta Gdańska (1956)
- Nagroda Ministra Kultury i Sztuki za choreografię do Czterech esejów (1962)
- nagroda przewodniczącego Prezydium Rady Narodowej Miasta Krakowa (1963)
- tytuł Gdańszczanina 20-lecia (1965)
- „Order Stańczyka” - nagroda miesięcznika „Litery” (1968)
- Złoty Ekran za cykle Balet i Balet Polski (1972)
- Nagroda Komitetu ds. Polskiego Radia i Telewizji (1973)
- Nagroda Ministra Kultury i Sztuki za wybitne osiągnięcia w pracy choreograficznej (1975)
- wpis do Księgi Honorowej Miasta Gdańska (1989)
- Nagroda Miasta Gdańska w Dziedzinie Kultury „Splendor Gedanensis” (1994)[11]
- statuetka „Terpsychory” za wybitne osiągnięcia w dziedzinie baletu (1999)

Źródło:.

## Upamiętnienie
- W 2005 roku, z okazji 55-lecia Gdańskiej Szkoły Baletowej, przy wejściu, wmieszono brązową tablica portretowa Janiny Jarzynówny-Sobczak autorstwa Gennadija Jerszowa[12].
- W październiku 2014 odsłonięto tablicę pamiątkową na ścianie domu przy ul. Jaśkowa Dolina 11 (dawniej nr 6c) w Gdańsku, w którym w latach 40. XX wieku mieszkała i prowadziła szkołę tańca.
- Od 28 stycznia 2015 jest patronką Ogólnokształcącej Szkoły Baletowej im. Janiny Jarzynówny-Sobczak w Gdańsku[13].
- W maju 2021 została patronką tramwaju Pesa Jazz Gdańskich Autobusów i Tramwajów[14].
- O jej życiu opowiadają:
  - film dokumentalny Jarzynówna Magdy i Andrzeja Żurowskich (1998),
  - wywiad-rzeka Barbary Kanold Rozmowy o tańcu (2003)[15],
  - album W stulecie urodzin Janiny Jarzynówny-Sobczak (2015)[16].